# Avédis Nazarbékian
Avédis Nazarbékian (arménien : Ավետիս Նազարբեկյան), né le 12 juillet 1866 à Tabriz (ou Tbilissi) et mort le 23 septembre 1939 à Moscou, aussi connu sous les pseudonymes Nazarpek (arménien : Նազարբեկ) ou Lerents (arménien : Լեռենց), est un poète, journaliste et militant révolutionnaire arménien, l'un des fondateurs du parti social-démocrate Hentchak.

## Biographie
Avédis Nazarbékian est né à Tabriz en Perse (ou peut-être à Tbilissi,) le 12 juillet 1866. Il est cependant considéré comme étant un Arménien de Russie car il passe toute son enfance dans l'Empire russe et y fait ses études primaires, notamment au Gymnasium de Tbilissi. Il étudie ensuite à Saint-Pétersbourg puis à Paris, et est diplômé de la Sorbonne en 1883. Il y rencontre Mariam Vardanian, sa future femme. Son oncle, Melikazarian, riche capitaliste de Tiflis, finance ses études.
Alors qu'il est en France dans les années 1880, il écrit des articles révolutionnaires pour le journal Armenia de Meguerditch Portoukalian.
À l'été 1886, lui et sa femme se rendent à Genève depuis Paris. Là, ils fréquentent d'autres étudiants arméniens qu'ils font adhérer à leurs idéaux révolutionnaires. Convaincu de la nécessité d'agir en faveur des Arméniens ottomans, Avédis Nazarbékian propose à Meguerditch Portoukalian de fonder une organisation révolutionnaire ; ce dernier refuse. Avec cinq autres étudiants dont sa femme, ils fondent ensemble un groupe politique basé à Genève. Là, ils rédigent et publient le pamphlet Hayaguer caméléon (Հայակեր քամելեոն, « Le caméléon mangeur d'Arméniens »), dans lequel ils annoncent couper les ponts avec Meguerditch Portoukalian. Par opposition au journal Armenia dirigé par ce dernier, ils envisagent de fonder leur propre journal et s'attellent à lever des fonds pour ce projet ainsi qu'à rassembler autour d'eux d'autres personnes partageant leurs idées. Ainsi, à la fin de l'année 1886, Avédis Nazarbékian, Mariam Vardanian et Gevorg Kharadjian mettent au point un programme pour leur future organisation, avec notamment pour objectifs l'indépendance de l'Arménie et l'avènement du socialisme. Le parti politique est fondé en août 1887. Trois mois plus tard, en novembre, son organe officiel, le journal Hentchak (Հնչակ, littéralement « Cloche »), est fondé, et c'est tout naturellement que le parti prend le nom de ce périodique pour se faire appeler Hentchak. Il n'adopte son nom officiel de « Parti révolutionnaire Hentchakian » qu'en 1890. Avédis Nazarbékian est l'un des rédacteurs principaux du journal et il est élu président du comité central en 1890.
Il joue un rôle de premier plan au sein du parti mais finit par être critiqué par une partie de ses membres, notamment sur la place centrale qu'il donne au socialisme dans la doctrine du parti au détriment de la quête d'indépendance de l'Arménie ottomane. Ainsi, en 1896, durant les massacres hamidiens, le parti Hentchak se scinde en deux factions, dont l'une, restée fidèle à la doctrine socialiste originelle, est menée par Avédis Nazarbékian. Alors membres du comité central avec sa femme Mariam, ils refusent l'élection d'un nouveau comité demandée par les frondeurs et finissent par exclure ces derniers.
En 1899, il quitte sa femme et se remarie avec sa cousine germaine Artème. En 1923, il participe au congrès de dissolution de son parti à Erevan puis s'installe aux États-Unis et adhère au Parti communiste américain,. Il prend aussi part aux activités du Comité de secours pour l'Arménie. En 1934, il s'installe ensuite en URSS, à Moscou, où il meurt le 23 septembre 1939.

## Publications
- (hy) Ազատ ժամեր [« Heures de liberté »], Tiflis, Impr. Mov. Vartanian,‎ 1883, 48 p. (lire en ligne)
- (hy) Բանաստեղծութիւններ [« Poèmes »], Saint-Pétersbourg, Impr. I. N. Sgorokhodov,‎ 1890, 143 p.
- (hy) Փախստականը : Պօէմա [« Le Fugitif (poèmes) »],‎ 1891, 38 p. (lire en ligne)
- (hy) Աւազակը : Պօէմա [« Le Brigand (poèmes) »], Athènes, Haygagan Debaran,‎ 1892, 64 p. (lire en ligne)
- (hy) Մարտում [« Dans la bataille »], Athènes, Haygagan Debaran,‎ 1893, 29 p.
- (hy) Նուագ եւ մեղեդի [« Musique et mélodie »], Londres,‎ 1895, 86 p. (lire en ligne)
- (en) Through the storm : Pictures of life in Armenia [« À travers la tempête : Images de vie en Arménie »]  (trad. L. M. Elton, préf. F. York Powell), Londres, John Murray, 1899, 322 p. (OCLC 47203978)
- (hy) Դարբնեւոր [« Forgeron »], Roustchouk, Impr. Veradznoutioun,‎ 1904, 10 p. (lire en ligne)